# Elisa Griensen
María Elisa Martiniana Griensen Zambrano, también Elisa Griensen (Hidalgo del Parral, Chihuahua, 2 de enero de 1888 - Ciudad Juárez, Chihuahua, 14 de noviembre de 1972) fue una patriota mexicana que, como civil, se enfrentó al ejército de Estados Unidos en su ciudad natal y con ello ayudó a su expulsión de la ciudad.

## Biografía
Elisa Griensen Zambrano fue hija de Juan G. Griensen y de María Lucía Zambrano,. Fue la penúltima de ocho hermanos. Su padre murió en 1891, a la edad de 63 años, y su madre en 1892, a la edad de 44 años, dejando a sus nueve hijos huérfanos cuando Elisa contaba con apenas cuatro años de edad. Su hermana mayor, Virginia, se hizo cargo de todos ellos, hecho que influyó en el carácter de Elisa.
Un par de años más tarde, en 1894, su hermana Virginia contrajo matrimonio con Pedro Alvarado, un empresario minero de la región. Cuando Elisa cumplió doce años, su vida pasó de la austeridad a la comodidad económica, gracias a la mejoría económica de Pedro Alvarado, cuya mina, "La Palmilla", comenzó a proporcionarle ganancias en suficiencia.
El acto de heroísmo de Griensen está enmarcado en la llamada expedición punitiva o tercera intervención estadounidense, la cual tenía como fin capturar a Francisco Villa por su ataque a la ciudad de Columbus en Nuevo México, Estados Unidos.
Esta expedición inició en marzo de 1916 y contó con hasta 15.000 soldados. Un mes más tarde, el 12 de abril, llegó una parte de la expedición a Hidalgo del Parral, la cual era comandada por el Mayor Frank Tompkins, quien debía permanecer en las afueras de la ciudad; sin embargo, en contra de las órdenes recibidas, se internó en la misma. El General Ismael Lozano, comandante del destacamento militar mexicano en la ciudad, le pidió que se retirara. Tompkins le respondió que él había llegado atendiendo su invitación, la cual él, por medio del Capitán Mesa, un oficial a quien el mayor estadounidense se había encontrado en el camino, le había hecho llegar. El capitán Mesa no había hecho tal invitación y Lozano le ordenó a Tompkins que se retirara.
Los habitantes de la ciudad estaban en desacuerdo con la ocupación de los soldados estadounidenses y comenzaron a reunirse manifestando su descontento. Elisa Griensen, quien en ese entonces contaba con 28 años de edad y estudiaba en Estados Unidos, estaba de vacaciones en la ciudad, presente entre los manifestantes..
Al ver que nadie iniciaba ninguna acción, Griensen le reclamó al presidente municipal de la ciudad, José de la Luz Herrera, el que no tomara la iniciativa para echar a los estadounidenses de la ciudad. Al no recibir su respaldo, Griensen solicitó el apoyo de la gente de la plaza y se dirigió a la escuela primaria donde tomó la bandera nacional. Posteriormente se dirigió al grupo de quinto año para solicitar su ayuda:

He buscado ayuda y no me han secundado; sin embargo... alguien tiene que hacer algo
Elisa Griensen, abril de 1916

Junto con los niños y algunas mujeres, Griensen se encaminó hacia la tropa estadounidense y la multitud los siguió, gritando vivas de apoyo a Villa y a México. En el camino tomó un fusil Mauser de la Jefatura de Armas y se dirigió al Mayor Tompkins, pidiéndole que se retirara. Aparentemente Tompkins ya había acordado con Lozano dejar la ciudad, aunque lo habrían estado haciendo lentamente y por ello fueron atacados. Algunos niños comenzaron a lanzarles piedras y fueron secundados por algunas mujeres, quienes con palos y a tomatazos continuaron la agresión. Los primeros disparos en contra de los soldados los hizo Griensen. Éstos, al ver que les atacaban con disparos, huyeron precipitadamente, seguidos por los manifestantes y por los soldados mexicanos, los cuales los persiguieron hasta la población de Santa Cruz de Villegas. En la retirada, dos militares estadounidenses perdieron la vida y algunos más quedaron heridos, entre ellos, el Mayor Tompkins.
Este hecho de Griensen contra las tropas estadounidenses ha sido considerado como determinante en el fracaso de la expedición encabezada por John J. Pershing.

### Discrepancias u otras versiones

#### Versión de Edgar Cock
Edgar Kock, antiguo estudiante de la Escuela Oficial 99, aseguró que quienes iniciaron la revuelta en contra de la tropa de Tompkins fueron él y sus compañeros de la escuela y no Elisa Griensen, como se describe en la versión oficial de los hechos "sin el menor asomo de molestar a la señora Martínez, ni mucho menos restarle méritos a su digna y valiente actitud".
Kock mencionó que a los estudiantes de la escuela se les había inculcado el "amor a la patria, el culto a sus héroes y la honra de la nacionalidad", por lo que esta educación habría sido el impulso para tomar la iniciativa para levantarse contra la presencia militar estadounidense en su ciudad gritando vivas a México y en contra de los gringos (sic).
En el relato de Kock, Elisa Griensen habría tomado parte en la manifestación, aunque cuando "las tropas americanas ya estaban prácticamente fuera de la población".

#### Versión de Benjamín Herrera
Benjamín Herrera Vargas es un historiador originario de Ciudad Juárez, cuya versión de los hechos estaría apoyada por relatos personales de Elisa Griensen. En su versión, Herrera Vargas menciona que Griensen le reclamó al presidente municipal su tranquilidad ante la ocupación cuando éste montaba a caballo y, al recibir respuestas en tono de burla y de reto, reunió a las mujeres de la población, quienes habrían tomado las armas que se encontraban en sus casas o se las habrían arrebatado a los guardias, y rodearon al mayor Tompkins apuntándole los rifles a la cabeza y obligándolo a gritar vivas a favor de Villa y de México.
Herrera Vargas mencionó en su versión de los hechos que Griensen tenía 13 años de edad en ese momento y que le habría pedido ayuda a un desconocido para que le mostrara cómo disparar el rifle, porque ella no sabía hacerlo y, sin embargo, lo habría disparado varias veces, alcanzando a tres soldados estadounidenses.

#### Versión de Frank Tompkins
El mayor Frank Tompkins, el jefe de la expedición en Hidalgo del Parral, relató la experiencia en esa ciudad no como una manifestación de la población en contra de la presencia de sus tropas, sino como una batalla en contra de las tropas mexicanas en las afueras de la ciudad.
Tompkins mencionó haber sido invitado por el capitán Antonio Meza. Relata haber platicado con el comandante de la guarnición militar, el general Ismael Lozano, y acordar su retirada tan pronto le fueran entregadas provisiones. Sin embargo, al estar abandonando la ciudad él y sus tropas fueron atacados por la población, la cual, en su opinión, era liderada por un hombre de apariencia alemana. A ese ataque en la plaza principal lo consideró una emboscada del general Lozano con ayuda de la población.
Este relato lo plasmó en un libro titulado Chasing Villa: The Story Behind the Story of Pershing's Expedition Into Mexíco (Persiguiendo a Villa: La historia detrás de la historia de la Expedición de Pershing en México); en el mismo, no hace mención a Griensen.

#### Otras versiones de exalumnos de la Escuela Oficial 99
Tres exalumnos de la Escuela Oficial 99: Santiago Jáquez, Maximiano Fraire y Rafael Sepúlveda, han narrado su propia versión de los hechos y, aunque presentan algunas igualdades entre ellas, como el hecho de decir que Griensen iba animando al pueblo a rebelarse mientras conducía un automóvil o que la población en general estaba en desacuerdo con la ocupación, también discrepan en algunos hechos como al describir si Griensen portaba o no un arma al momento de conducir el vehículo. Sin embargo, esas versiones coinciden con la de Edgar Cock al mencionar que fueron los alumnos de la escuela quienes iniciaron la revuelta en contra de las tropas estadounidenses (con gritos, vivas y pedradas) y no Elisa Griensen.
Este acto de los alumnos habría sido reconocido por un diploma de reconocimiento que fue enviado a la Escuela Oficial 99 desde otra escuela en Veracruz. Rafael Sepúlveda menciona en su versión que el diploma fue enviado por el Colegio Esperanza de la ciudad de Córdoba, mientras que Kock menciona que fue enviado por la heroica Escuela Naval de Veracruz.

## Vida personal
El padre de Elisa Griensen era de origen francés, nacido en Alsacia por 1828. Llegó a México en fecha desconocida a través del Puerto de Tampico, aunque se desconoce si llegó antes o después de la segunda intervención francesa en México. Su madre era originaria de Chihuahua, aunque de origen español. Ambos contrajeron matrimonio unos años después de la llegada de Griensen a México, en 1860.
Elisa Griensen y sus hermanos quedaron huérfanos cuando ella tenía cuatro años de edad y su hermana Virginia, que en ese entonces tenía 22 y había estudiado costura, se hizo cargo de todos ellos. Virginia se hizo modista y con ese trabajo sostuvo económicamente a sus hermanos, antes de contraer nupcias con el empresario minero Pedro Alvarado.
Elisa era considerada de carácter temperamental, nacionalista y patriota. En una ocasión en que Villa y Griensen se encontraron, él le preguntó por qué se había enfrentado a los estadounidenses y ella le contestó que lo había hecho por su país.
Griensen acostumbraba también a hacer guardia frente a una bandera mexicana que tenía en su casa, cantando el himno nacional y frente a un busto de Napoléon Bonaparte, cantando La Marsellesa.
Elisa Griensen contrajo matrimonio con Óscar Martínez, ingeniero civil egresado del Colegio Militar, en 1928. Tuvieron una hija, Delia Rosario Martínez Griensen.

## Fallecimiento
En septiembre de 1972, Griensen se encontraba en la ciudad de El Paso, en Texas, cuando se le complicó una enfermedad respiratoria y ésta se convirtió en pulmonía. A petición suya, fue trasladada a Ciudad Juárez, Chihuahua, donde, a causa de esa complicación, falleció  unas semanas después, el 14 de noviembre a los 84 años.

## Videografía
- Congreso del Estado de Chihuahua (2006), Vida y obra de Elisa Griensen (Cápsula informativa), México: Congreso del Estado de Chihuahua, consultado el 9 de abril de 2013.[Nota 5]

## Otras lecturas recomendadas
- Salinas Carranza, Alberto (1937). La expedición punitiva. México: Botas.
- Tompkins, Frank (1934). Chasing Villa: The Story Behind the Story of Pershing's Expedition Into Mexico (en inglés). Estados Unidos: Military Service Pub.